# 石川忠総
石川 忠総（いしかわ ただふさ）は、安土桃山時代から江戸時代前期にかけての武将、大名。大久保忠隣の次男。外祖父・石川家成の家を継ぎ、家成流石川家3代として美濃大垣藩の第3代藩主、豊後日田藩主、下総佐倉藩主、近江膳所藩の初代藩主を務めた。なお、『石川忠総留書』の著者でもある。

## 生涯
天正10年（1582年）、徳川氏の家臣・大久保忠隣の次男として誕生。徳川秀忠より名前の一字を拝領し忠総を名乗った。
慶長3年（1598年）から徳川家康の小姓頭となって仕えた。慶長5年（1600年）、会津征伐のため下野小山に在陣したおり、堀尾忠氏より家康に対し異心無い証として家康近臣に妹を嫁がせたい旨の申出があり、家康の命により忠総が忠氏の妹との婚を約した。関ヶ原の戦い後同年冬、家康の命により外祖父である石川家成の養子となり、慶長8年（1603年）には従五位下主殿頭に叙任し5,000石を賜った（なお、家成の母・芳春人妙西尼は家康の母・於大の方の姉妹にあたる）。慶長12年（1607年）、家成の嗣子・石川康通が死去すると、康通の子で幼い忠義に代わり家成が家督を再び継ぐが、その家成も慶長14年（1609年）に死去し、未だ忠義は幼少であったことから家康の命で忠総が石川家の家督（美濃大垣藩5万石）を継いだ。
慶長19年（1614年）に実父・忠隣が改易されると、連座により忠総も駿河で蟄居を命じられた。しかし大坂冬の陣が起こると「忠総は石川の家督相続人で忠隣の縁座に掛からない」とすぐその罪を許されて従軍し、功を挙げた。翌年の大坂夏の陣においても戦功を挙げている。元和2年（1616年）9月、1万石加増の上で豊後日田へ移封された。外様大名しかいなかった九州で、初めての譜代大名であった。
元和6年（1620年）の大坂城修築でも功を挙げ、そして肥後熊本藩の加藤忠広が改易されると、その後の処理を取り仕切った。寛永10年（1633年）6月7日、下総国佐倉7万石へ加増移封。翌年には近江国膳所へ移封され従四位下に叙爵、江戸幕府3代将軍・徳川家光上洛時には参内の供奉に列した。
慶安3年12月24日（1651年2月14日）、69歳で死去。嫡男の廉勝が早世していたため、廉勝の長男で嫡孫の憲之が膳所藩石川家第2代藩主となり跡を継いだ。翌、慶安4年遺領の内より次男・総長に1万石、四男・貞當に4,000石、七男・総氏に3,000石が分与された。忠総の子孫は伊勢亀山藩主、常陸下館藩主、旗本3家が明治維新まで存続した。

## 逸話
- 石川家成の外孫で大久保忠隣の子という譜代家臣の家柄ということもあるが、才能に優れ功績も多かったため、徳川家康や秀忠から大いに信任を受けた。家康は病床にある時、秀忠に忠総を大切に扱えと遺したとまで言われている。
- 慶長17年（1612年）、忠総の依頼によって作られた『源氏物語手鑑』（土佐光吉筆、斡旋した中院通村ら公家18人が詞書。和泉市久保惣記念美術館蔵、重要文化財）が完成する。詞書を記した1人山科言緒の日記『言緒卿記』によって制作経緯も辿れ、依頼者、斡旋者、絵師、制作年代が詳しく分かる貴重な作品である。また、膳所藩主時代には、特産品として遠州七窯の一つとして評判を上げた膳所焼隆盛にも力を注いだ。

## 系譜
父母
- 大久保忠隣（実父）
- 石川家成の娘（実母）
- 石川家成（養父）

正室、継室
- 堀尾吉晴の娘（正室）
- 前田玄以の娘（継室）

子女
- 石川廉勝（長男）生母は正室
- 石川総長（次男）生母は正室
- 石川貞當（四男）生母は正室
- 石川総氏（七男）生母は正室
- 石川泰総
- 石川邦総
- 中川久清正室